# آب‌انبار خرم‌آباد
آب‌انبار خرم‌آباد یکی از آثار تاریخی مربوط به اوایل دوره قاجار است که در استان خراسان رضوی، شهرستان بردسکن، بخش شهرآباد، دهستان شهرآباد و در روستای خرم‌آباد واقع شده‌است. این بنا در تاریخ ۳ خرداد ۱۳۸۶ با شمارهٔ ثبت ۱۹۲۰۰ به‌عنوان یکی از آثار ملی ایران به ثبت رسیده‌است.

### موقعیت جغرافیایی
این آب‌انبار در جنوب شهرستان بردسکن، در روستای خرم‌آباد قرار دارد که از لحاظ جغرافیایی در منطقه‌ای نیمه‌خشک واقع شده‌است. شرایط اقلیمی این منطقه، استفاده از مخازن ذخیره آب را ضروری کرده‌است.

### معماری
آب‌انبار خرم‌آباد مانند بسیاری از آب‌انبارهای قاجاری، دارای مخزنی مدفون در زیر زمین با پوشش گنبدی و دهانه برداشت است. مصالح عمده به‌کار رفته شامل آجر، ملات ساروج، و سنگ می‌باشد. هدف از معماری این بنا، حفظ دمای پایین و جلوگیری از تبخیر آب بوده‌است.

### کاربرد تاریخی
این آب‌انبار نقش کلیدی در تأمین آب شرب اهالی روستا به‌ویژه در فصل تابستان ایفا می‌کرد. در سال‌های کم‌آبی یا خشکسالی، از این آب‌انبار برای ذخیره و استفاده بهینه از منابع محدود استفاده می‌شده‌است.

### وضعیت کنونی
براساس گزارش‌های منتشر شده در سال ۱۴۰۳، این بنا در وضعیت نسبتاً خوبی قرار دارد ولی به مرمت نیاز دارد. کارشناسان میراث فرهنگی از ضرورت حفاظت از آن به‌عنوان بخشی از هویت روستایی منطقه یاد کرده‌اند.

### اهمیت فرهنگی
این آب‌انبار نماینده‌ای از سازگاری معماری سنتی ایران با اقلیم خشک و نیمه‌خشک محسوب می‌شود. بناهای مشابه در روستاهای خراسان، الگویی برای طراحی سازه‌های مقاوم در برابر کم‌آبی بوده‌اند.

## نگارخانه

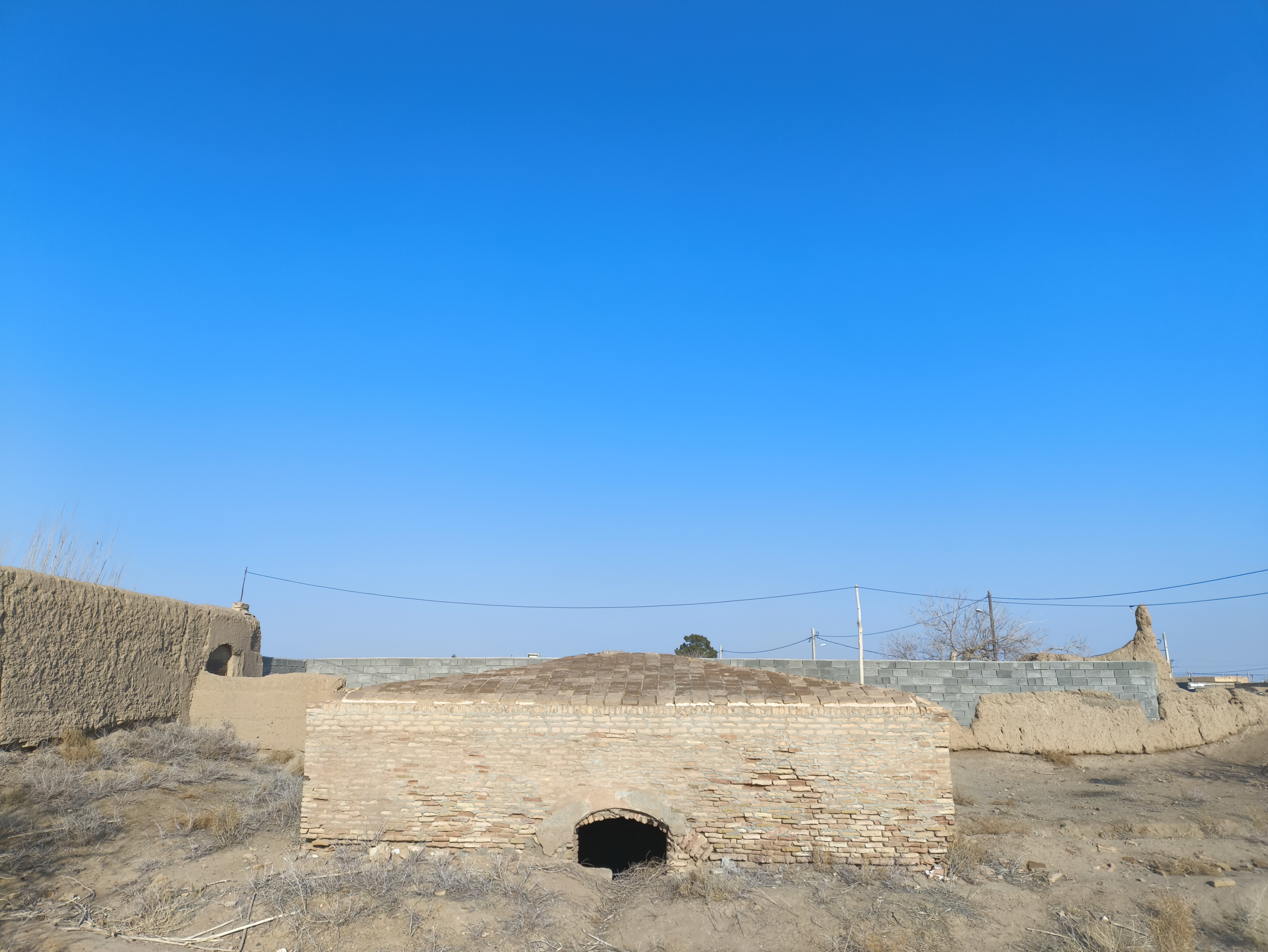
نمایی از آب‌انبار خرم‌آباد
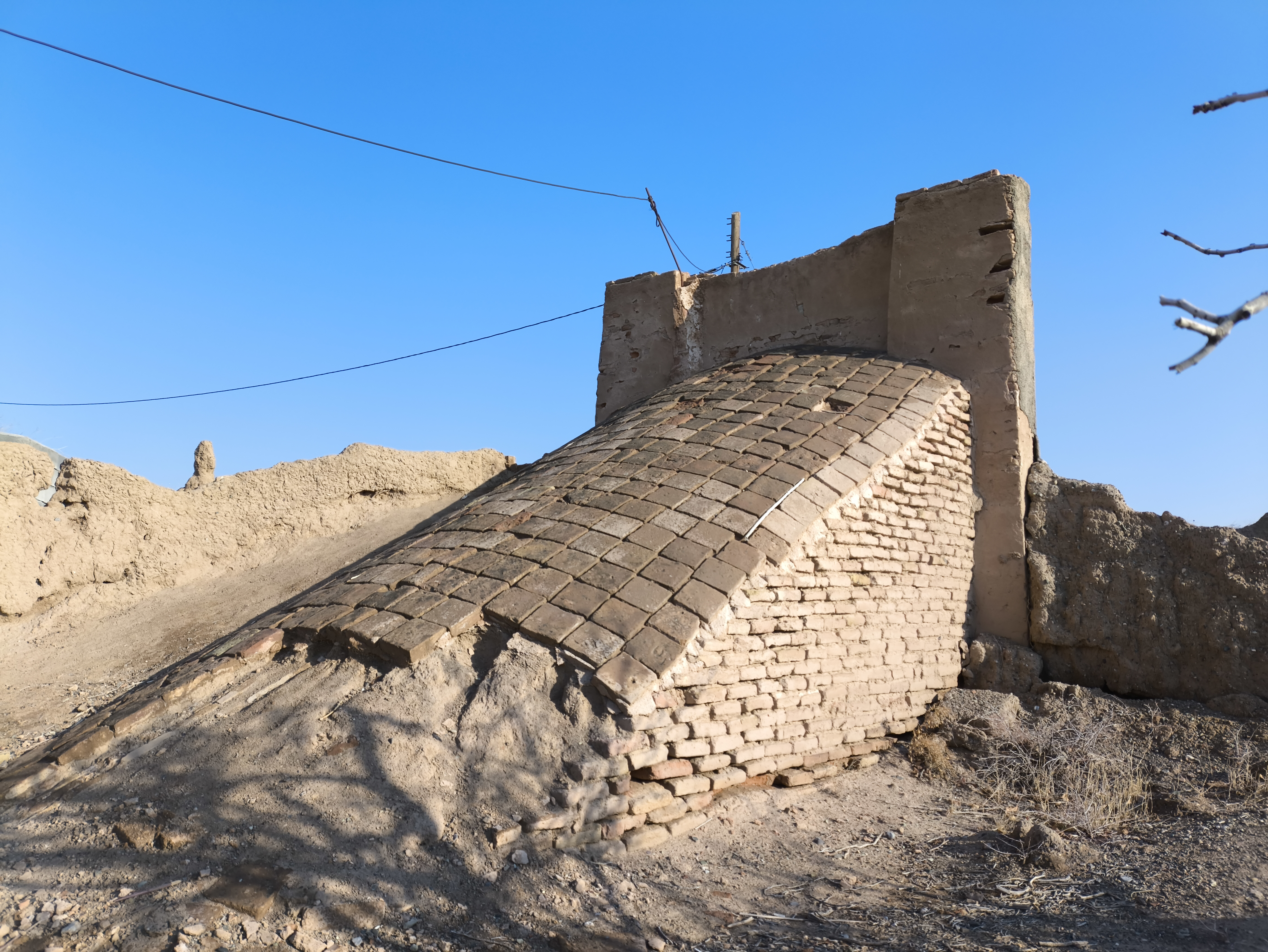
نمایی از آب‌انبار خرم‌آباد
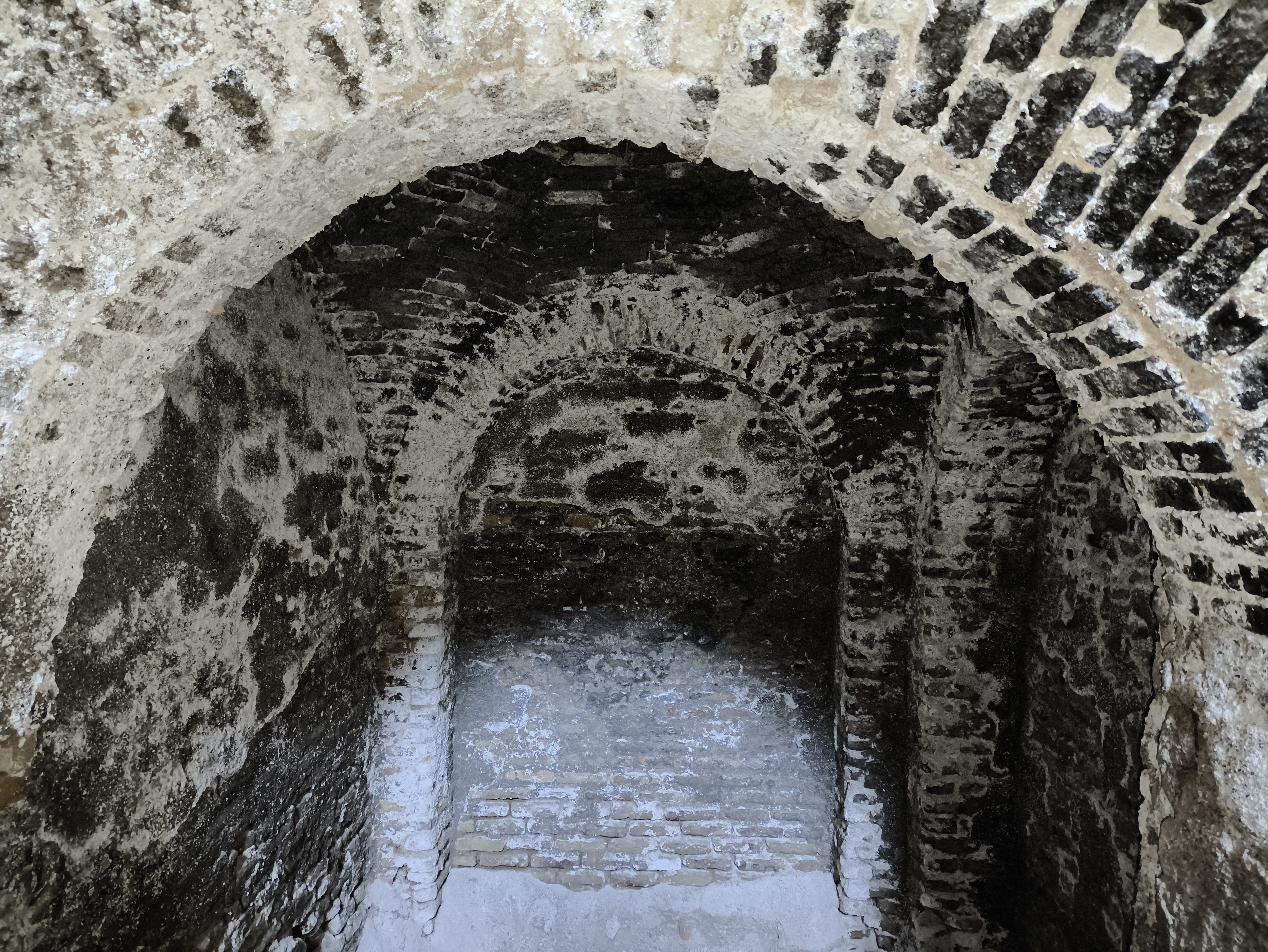
نمایی از آب‌انبار خرم‌آباد
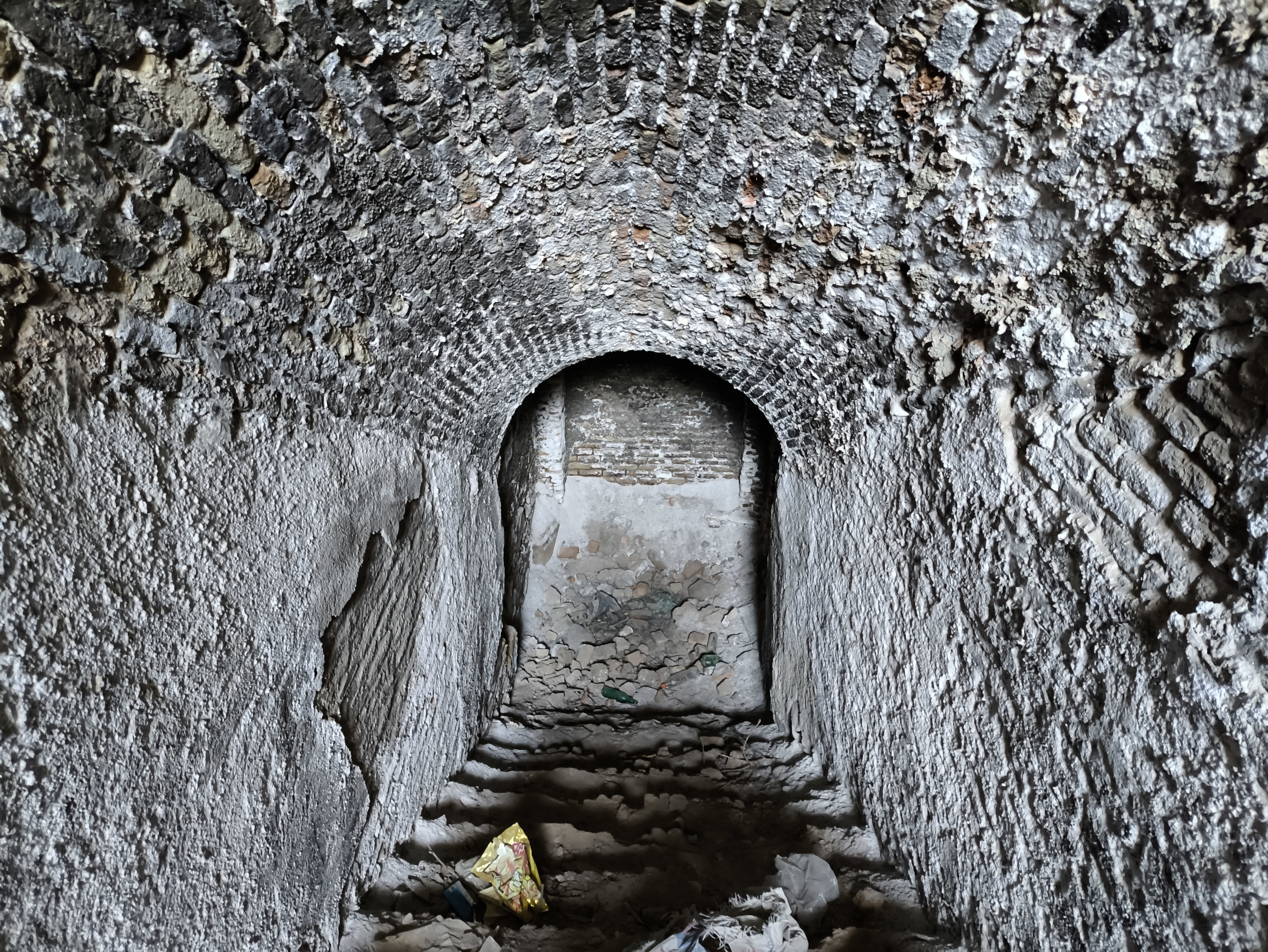
نمایی از آب‌انبار خرم‌آباد